# Sân bay Varna
Sân bay quốc tế Varna (IATA: VAR, ICAO: LBWN) là một sân bay oqr Varna, Bulgaria.
Năm 2007, sân bay này phục vụ 1.493.267 khách với 14.969 lượt chuyến.

## Kế hoạch nâng cấp và mở rộng
Tháng 6 năm 2006, chính phủ Bulgaria đã giao cho Fraport AG Frankfurt Airport Services Worldwide quyền được thuê sân bay này và Sân bay Burgas trong 35 năm để tổ chức này đầu tư 500 triệu Euro để xây nhà ga mới năm 2008.

## Các hãng hàng không và các tuyến điểm

### Các hãng theo lịch trình
- Austrian Airlines
  - Austrian Arrows operated by Tyrolean Airways (Vienna)
- British Airways (London-Gatwick)
- Bulgaria Air (Bourgas, London-Gatwick, Sofia, Vienna)
- Wizzair (Sofia) [bắt đầu ngày 25/7]

### Các hãng hàng không giá rê bay theo lịch trình
- Germanwings (Berlin-Schönefeld, Cologne/Bonn) [tiếp tục ngày 24/5]
- Norwegian Air Shuttle (Oslo)
- Sterling Airlines (Copenhagen [bắt đầu ngày 17/5])
- Wizz Air (Budapest [tiếp tục ngày 9/6])

### Các hãng thuê bao
- Air Via (Berlin-Schönefeld, Berlin-Tegel, Dresden, Düsseldorf, Frankfurt, Hamburg, Leipzig/Halle, Stuttgart)
- Atlant-Soyuz Airlines (Moscow-Vnukovo)
- BH Air (Birmingham, Bristol, London-Gatwick)
- Bulgarian Air Charter (Berlin-Schönefeld, Berlin-Tegel, Dresden, Düsseldorf, Frankfurt, Hamburg, Leipzig/Halle, Stuttgart)
- Continental Airways (Moscow-Sheremetyevo)
- East Line Airlines (Moscow-Domodedovo)
- Finnair (Helsinki-Vantaa)
- Kish Air (Tehran)
- Luxair (Luxembourg)
- MyTravel Airways
- Novair (Stockholm)
- Rossiya (St. Petersburg)
- S7 Airlines (Moscow-Domodedovo)
- Thomas Cook Airlines (Birmingham, Bristol, London-Gatwick, Manchester (UK))
- Transavia.com (Amsterdam)
- Jetairfly (Brussels)